# A25 road
Die A25 road (englisch für Straße A25) ist eine 72,9 km lange, nur teilweise als Primary route ausgewiesene Straße, die von Wrotham Heath (Kent) nach Guildford in Surrey führt.

## Verlauf

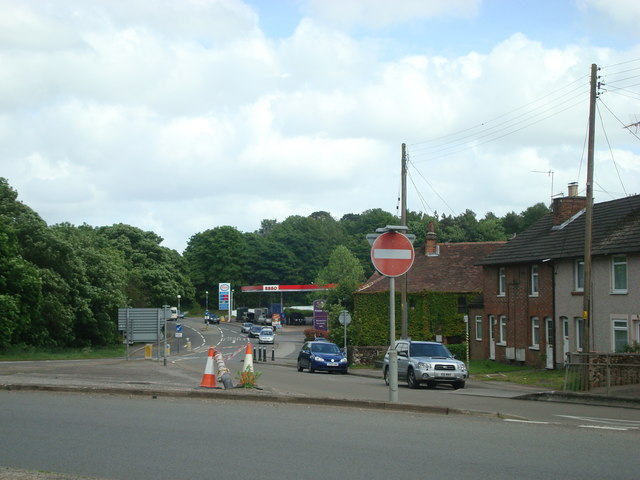
Abzweig der A25 von der A20 in Wrotham Heath (Aufnahme 2009)

Die Straße beginnt in Wrotham Heath an der A20 road, führt als Primary route in westlicher Richtung großteils parallel zum Londoner Autobahnring M25 motorway nach Sevenoaks und am Rand der North Downs weiter zur A21 road, an der sie ihren Charakter als Primary route verliert, und weiter nach Godstone, wo sie die A 22 road kreuzt, dann ohne Anschlussstelle über den M23 motorway nach Redhill. Hier kreuzt sie die A23 road. In Reigate wird die A217 road gekreuzt. Der M25 biegt dort nach Nordwesten ab, während die A25 ihre Richtung nach Westen beibehält und in Dorking (Surrey) die A24 road kreuzt. Die Straße führt schließlich nach Guildford, wo sie an der A3 road endet.